# 四氯化钌
四氯化钌是一种无机化合物，化学式为RuCl4。它可由三氯化钌和氯气加热反应得到。六氯合钌(IV)酸的浓盐酸溶液在干燥氯气中蒸发，可以得到四氯化钌五水合物。